# Walter Castor
Il Walter Castor era un motore aeronautico radiale 7 cilindri raffreddato ad aria prodotto dall'azienda cecoslovacca Walter Engines a partire dagli anni trenta.
Il Castor adottava delle soluzioni tecniche comuni ad altri motori radiali della sua epoca quali l'adozione della distribuzione a valvole in testa e la trasmissione diretta del moto all'elica. Negli anni successivi il Castor si giovò di alcuni sviluppi che permisero di aumentare gli originari 240 CV (177 kW) a 1 750 giri/min ai 280 CV (206 kW) sviluppati dal Castor IIR, caratterizzato dalla trasmissione del moto all'elica interposta da un riduttore di velocità, e dal Castor III del 1934.

## Versioni
- Castor I: prima versione prodotta; potenza erogata 240 CV (177 kW) a 1 750 giri/min
- Castor II: potenza erogata 260 CV (191 kW) a 1 800 giri/min
  - Castor IIR: versione dotata di riduttore di velocità; potenza erogata 280 CV (206 kW) a 1 800 giri/min
- Castor III: potenza erogata 280 CV (206 kW)

## Velivoli utilizzatori
Austria
- Hopfner HV-6/28

 Bulgaria
- Kaproni Bulgarski KB 3 Chuchuliga

 Cecoslovacchia
- Aero A-35
- Avia B-122 (solo prototipo)
- Letov Š-28

 Germania
- Dornier Do K3

 Italia
- Breda Ba.19
- Breda Ba.25
- Caproni Ca.101
- Caproni Ca.113 (solo prototipo)
- Savoia-Marchetti S.71

 Regno Unito
- Airspeed AS.6E Envoy